# Jurij Szczełokow
Jurij Szczełokow (ros. Юрий Щелоков; ur. 1 września 1987 w Leningradzie) – rosyjski wioślarz.

## Osiągnięcia
- Mistrzostwa Świata U-23 – Račice 2009 – czwórka podwójna wagi lekkiej – 5. miejsce[1].
- Mistrzostwa Świata – Poznań 2009 – dwójka podwójna wagi lekkiej – 17. miejsce[1].